# 劉賓 (明朝)
劉賓（1425年—？），字廷臣，直隸大名府魏縣人，明朝政治人物。進士出身。

## 生平
順天府鄉試第二百十九名。天順四年（1460年）庚辰科會試第一百三十八名，殿試登進士第三甲第四十一名。

## 家族
曾祖父劉啟淵。祖父劉敏。父亲劉仲禮。